# Minuria
Minuria es un género de plantas con flores perteneciente a la familia  Asteraceae. Comprende 19 especies descritas y solo 11 aceptadas. Es originario de Australia.

## Taxonomía
El género fue descrito por Augustin Pyrame de Candolle y publicado en Prodromus Systematis Naturalis Regni Vegetabilis 5: 298. 1836.

## Especies seleccionadas
A continuación se brinda un listado de las especies del género Minuria aceptadas hasta junio de 2011, ordenadas alfabéticamente. Para cada una se indica el nombre binomial seguido del autor, abreviado según las convenciones y usos.
- Minuria annua (Tate) Tate ex J.M.Black
- Minuria cunninghamii (DC.) Benth.
- Minuria denticulata (DC.) Benth.
- Minuria integerrima (DC.) Benth.
- Minuria leptophylla DC.
- Minuria macrocephala Lander & Barry
- Minuria macrorhiza (DC.) Lander
- Minuria multiseta P.S.Short
- Minuria rigida J.M.Black
- Minuria scoparia P.S.Short & J.R.Hosking
- Minuria tridens (D.A.Cooke) Lander